# Allée Claude-Cahun-Marcel-Moore
L'allée Claude-Cahun-Marcel-Moore est une rue du 6e arrondissement de Paris.

## Situation et accès
L'allée Claude-Cahun-Marcel-Moore est une voie publique située dans le 6e arrondissement de Paris. La voie, piétonnière et aménagée en rambla, se trouve sur le boulevard Raspail, entre la rue de Fleurus et la rue Huysmans.
L'accès se fait en métro par la station Notre-Dame-des-Champs.
Sur proposition de Fadila Mehal et Julien Bargeton (groupe Démocrates et Progressistes), le Conseil de Paris adopte en 2018 la dénomination d'une voie publique en hommage à Claude Cahun et Marcel Moore.

## Origine du nom

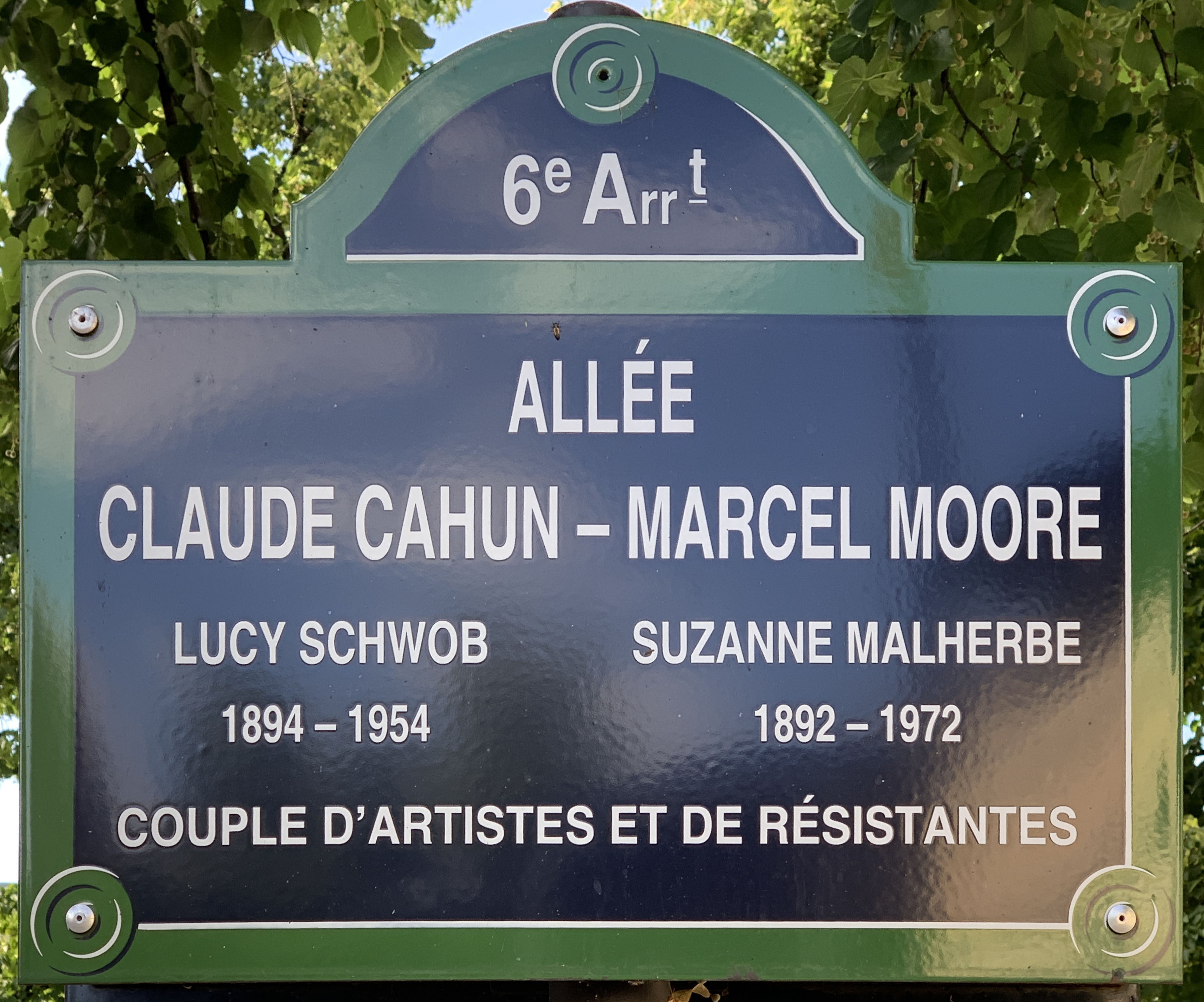
Plaque de la voie.

Elle doit son nom à Claude Cahun et Marcel Moore, nées Lucy Schwob et Suzanne Malherbe, couple d'artistes françaises du XXe siècle et résistantes contre le nazisme pendant la Seconde Guerre mondiale.
Les deux artistes, originaires de Nantes, vivaient et travaillaient à proximité de cette allée, rue Notre-Dame-des-Champs où était situé leur atelier.

## Historique
L'allée a pris sa dénomination en février 2018,.

## Bâtiments remarquables
- École des hautes études en sciences sociales
- Alliance française

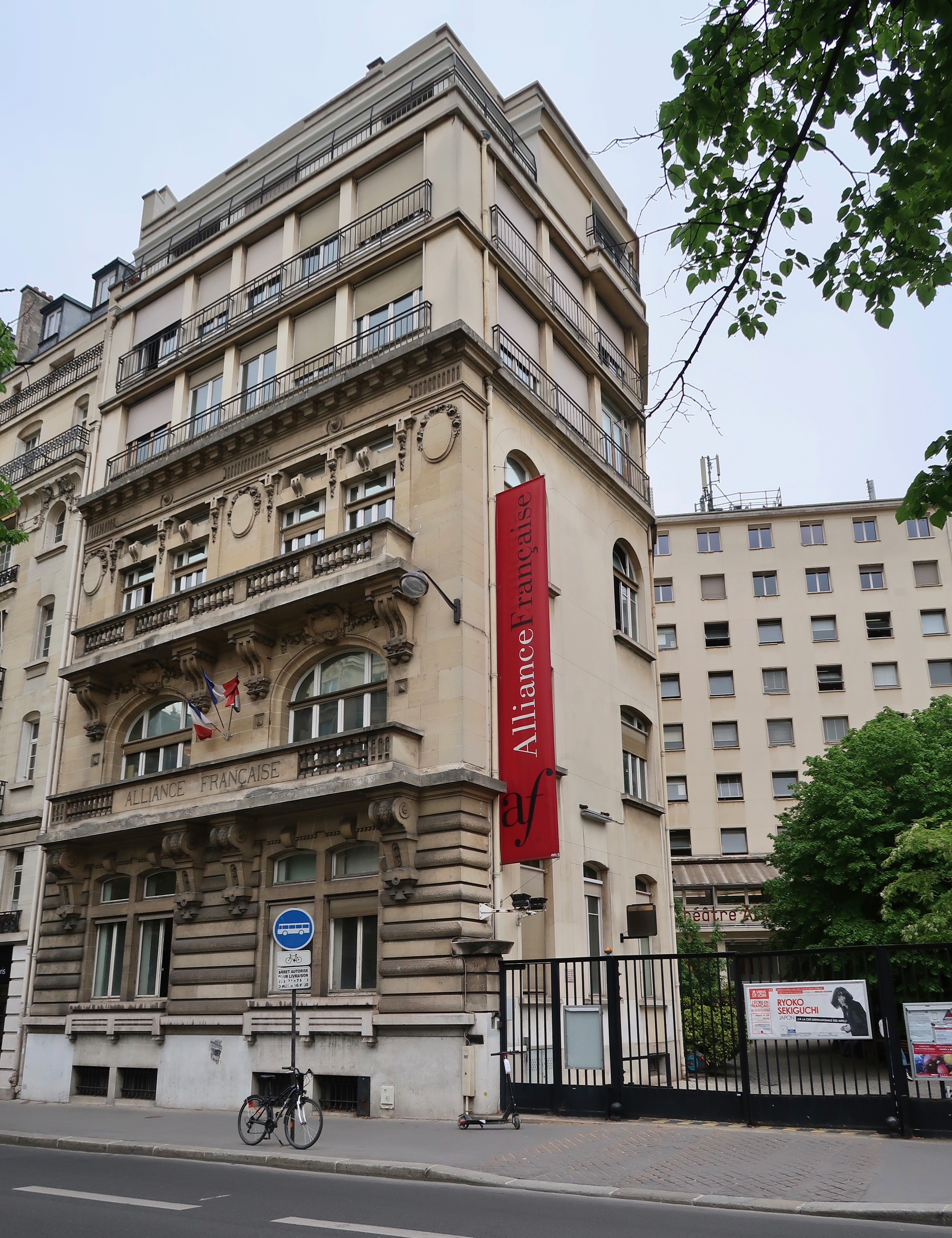
Alliance française, 101 boulevard Raspail.
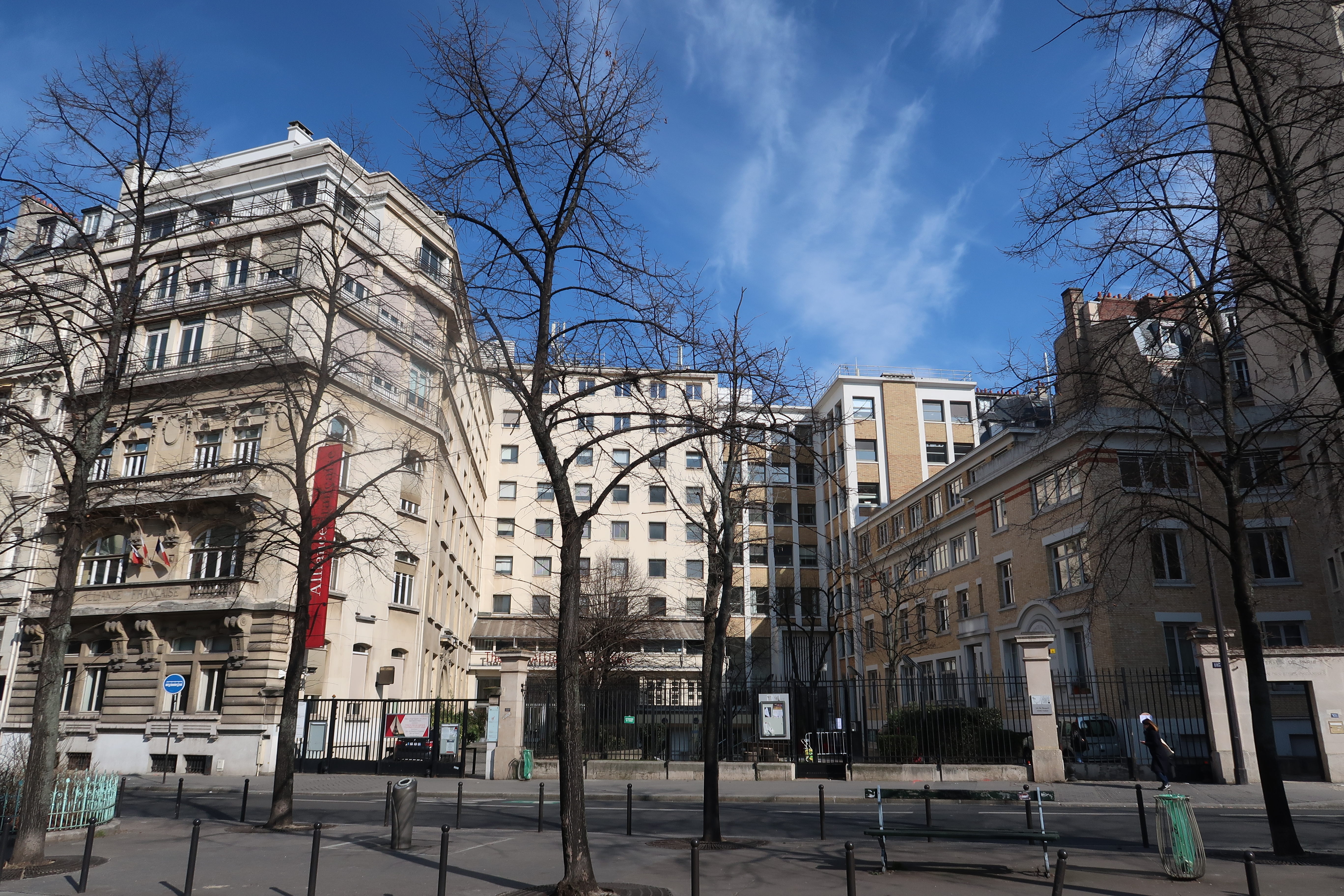
Une partie de l'allée en hiver.